# Wust-Fischbeck
Wust-Fischbeck – gmina w Niemczech, w kraju związkowym Saksonia-Anhalt, w powiecie Stendal, wchodzi w skład gminy związkowej Elbe-Havel-Land. Powstała 1 stycznia 2010 z połączenia gmin Wust i Fischbeck (Elbe).